# Pseudogekko pungkaypinit
Espèce
Pseudogekko pungkaypinit est une espèce de geckos de la famille des Gekkonidae.

## Répartition
Cette espèce est endémique des Philippines. Elle se rencontre sur les îles de Leyte, de Bohol et de Mindanao.

## Étymologie
Le nom spécifique pungkaypinit vient du Waray-waray pungkay, la cime des arbres, et de pinit, le lézard, en référence à l'habitat préféré de cette espèce.

## Publication originale
- Siler, Welton, Davis, Watters, Davey, Diesmos, Diesmos & Brown, 2014 : Taxonomic revision of the Pseudogekko compresicorpus complex (Reptilia: Squamata: Gekkonidae), with descriptions of three new species. Herpetological Monographs, vol. 28, p. 110–139.